# Spinotarsus castaneus
Spinotarsus castaneus är en mångfotingart som beskrevs av Carl Graf Attems 1909. Spinotarsus castaneus ingår i släktet Spinotarsus och familjen Odontopygidae. Inga underarter finns listade i Catalogue of Life.